# Casa Terra
La Casa Terra és una obra eclèctica de Gelida (Alt Penedès) protegida com a Bé Cultural d'Interès Local.

## Descripció
Edifici entre mitgeres de planta baixa, dos pisos i golfes amb terrat. La façana presenta una composició simètrica, amb tres portes a la planta baixa i tres balcons i cada pis. La seva estructura és característica de l'arquitectura d'eixample del segle xix, i es pot incloure dintre del llenguatge de l'eclecticisme.

## Història
La Casa Terra va ser construïda el 1882.